# Manoir des Quatre Nations
Le manoir des Quatre Nations est un édifice situé à Cricqueville-en-Auge, en France.
Le monument est situé dans le département français du Calvados, à Cricqueville-en-Auge.

## Historique
Les façades et les toitures, l'escalier intérieur avec la rampe en fer forgé sont inscrits au titre des Monuments historiques depuis le 23 novembre 1970.